# Võ Văn Hoàng
Giáo sư, tiến sĩ Võ Văn Hoàng (sinh ngày 11 tháng 5 năm 1964) quê ở xã Lương Hòa Lạc, huyện Chợ Gạo, Tiền Giang là một nhà vật lý trong lĩnh vực vật lý chất rắn tính toán, vật lý thống kê tính toán và lĩnh vực vật lý nano tính toán. Ông có nhiều công trình khoa học đăng trên các tạp chí chuyên ngành của thế giới, được giới chuyên môn đánh giá cao, và được liệt kê trong cuốn "Ai là Ai" trong lĩnh vực khoa học và kỹ thuật (Who’s Who in Science and Engineering).

## Tiểu sử
Năm 1982-1986 ông học theo học và tốt nghiệp Đại học Quốc gia Moskva thuộc Liên bang Nga. Năm 1986-1988 ông hoàn thành bậc cao học, làm nghiên cứu sinh và bảo vệ thành công luận án tiến sĩ vật lý cũng tại trường này.
Năm 1992-1999 sau khi bảo vệ xong luận án tiến sĩ, ông về công tác tại Trường Đại học Đại cương, Đại học Quốc gia Thành phố Hồ Chí Minh. Ông được yêu cầu phải chuyển sang hướng vật lý thực nghiệm, ông gần như không có điều kiện và cơ hội làm việc. Giai đoạn đó, ông đã làm thêm tại Phân viện Khoa học và Công nghệ Việt Nam
Năm 1999-2005 ông giảng dạy tại Trường Đại học Khoa học Tự nhiên, Đại học Quốc gia Thành phố Hồ Chí Minh.
Năm 2004 ông được phong học hàm phó giáo sư.
Năm 2006 đến 2016 ông đứng đầu Phòng Thí nghiệm Vật lý Tính toán, Bộ môn Vật lý Ứng dụng, Khoa Khoa học Ứng dụng, Trường Đại học Bách khoa, Đại học Quốc gia Thành phố Hồ Chí Minh.
Tháng 11 năm 2009, ở tuổi 45, ông được phong hàm giáo sư và là người trẻ nhất được nhận học hàm này trong năm. Hiện ông đang là thành viên Hội đồng Khoa học ngành Vật lý của Quỹ Phát triển Khoa học và Công nghệ quốc gia.

## Hoạt động và hợp tác quốc tế
Từ tháng 3 năm 2004 đến tháng 9 năm 2004 ông tham gia chương trình KOSEF Post-doc (chương trình nghiên cứu dành cho học giả đã có bằng tiến sĩ), Khoa Vật lý, Đại học Quốc gia Chungbuk (Hàn Quốc).
Từ tháng 3 năm 2007 đến tháng 12 năm 2007, ông tham gia chương trình JSPS Invitation Research Fellow (học giả nghiên cứu khách mời), Khoa Vật lý, Đại học Kyushu (Nhật Bản) với chức danh phó giáo sư.
Tháng 6 năm 2009 đến tháng 8 cùng năm, ông tham gia chương trình International Grant 2008, Đại học Oxford (Anh quốc) với chức danh giáo sư thỉnh giảng.
Năm 2000, ông là người phản biện thường trực (regular referee) cho tạp chí quốc tế Journal of Non-Crystalline Solids (Mĩ).
Năm 2008 đến nay ông là người phản biện thường trực cho tạp chí vật lý châu Âu, tạp chí khoa học ứng dụng bề mặt (Hà Lan) và tạp chí công nghệ nano (Anh quốc).
Năm 2009 ông là hội viên suốt đời của hội vật lý Mĩ.

## Danh hiệu và giải thưởng
- Năm 2007 và 2008, ông được Đại học Quốc gia Thành phố Hồ Chí Minh tặng bằng khen vì thành tích nghiên cứu khoa học xuất sắc[4].

## Tác phẩm và công trình khoa học
Phòng Thí nghiệm Vật lý Tính toán dưới sự chủ trì của PGS.TS. Võ Văn Hoàng đến năm 2016 kết thúc nhiệm kỳ lãnh đạo đã có nhiều công trình nghiên cứu khoa học (đa phần là do ông chủ biên) trong lĩnh vực mô phỏng vật liệu lỏng, vô định hình, và nano. Ông đã công bố trên 69 bài báo trên các tạp chí chuyên ngành quốc tế như Physical Review B (của Hội Vật lý Hoa Kỳ), Physical Review C (của Hội Vật lý Hoa Kỳ), Journal of Physical Chemistry B (của Hội Hóa học Hoa Kỳ), European Physical Journal B (của Hội Vật lý châu Âu), European Physical Journal D (của Hội Vật lý châu Âu),... Ông có nhiều bài báo đăng trên kỉ yếu Hội nghị quốc tế.
- Có bài đóng góp trong các cuốn sách sau:

1. John V. Chang (chủ biên), New Developments in Condensed Matter Physics, nhà xuất bản Nova Science Publishers (New York), xuất bản năm 2006.[7]
2. Ronald W. Buckley (chủ biên), Solid State Chemistry Research Trends, nhà xuất bản Nova Science Publishers (NewYork), xuất bản năm 2007.[8]
3. Victor H. Marselle (chủ biên), Frontiers in General Relativity and Quantum Cosmology Research, nhà xuất bản Nova Science Publishers (NewYork), xuất bản năm 2007.
4. Handbook of Nanophysics, nhà xuất bản Taylor & Francis (Anh Quốc), xuất bản năm 2009.[4]

- Tác giả của các cuốn sách sau:

1. Mô phỏng trong Vật lý, xuất bản năm 2004.
2. Vật lý kim loại, xuất bản năm 2006.
3. Ngôn ngữ lập trình Fortran, xuất bản năm 2007.[4]